# Beilschmiedia andamanensis
Beilschmiedia andamanensis är en lagerväxtart som beskrevs av Mohan Gangopadhyay. Beilschmiedia andamanensis ingår i släktet Beilschmiedia och familjen lagerväxter. Inga underarter finns listade i Catalogue of Life.